# Naré-Yarcé
Pour les articles homonymes, voir Naré.
Ne doit pas être confondu avec Naré (Tougouri).
Naré-Yarcé est une localité située dans le département de Tougouri de la province du Namentenga dans la région Centre-Nord au Burkina Faso. 

## Éducation et santé
Le centre de soins le plus proche de Naré-Yarcé est le centre de santé et de promotion sociale (CSPS) de Tougouri tandis que le centre médical avec antenne chirurgicale (CMA) de la province se trouve à Boulsa.
Naré-Yarcé possède une école primaire publique.